# Kirby (Ohio)
Kirby es una villa ubicada en el condado de Wyandot en el estado estadounidense de Ohio. En el Censo de 2010 tenía una población de 118 habitantes y una densidad poblacional de 421,85 personas por km².

## Geografía
Kirby se encuentra ubicada en las coordenadas 40°48′49″N 83°25′10″O / 40.81361, -83.41944. Según la Oficina del Censo de los Estados Unidos, Kirby tiene una superficie total de 0.28 km², de la cual 0.28 km² corresponden a tierra firme y (0%) 0 km² es agua.

## Demografía
Según el censo de 2010, había 118 personas residiendo en Kirby. La densidad de población era de 421,85 hab./km². De los 118 habitantes, Kirby estaba compuesto por el 99.15% blancos, el 0% eran afroamericanos, el 0% eran amerindios, el 0% eran asiáticos, el 0% eran isleños del Pacífico, el 0% eran de otras razas y el 0.85% pertenecían a dos o más razas. Del total de la población el 0% eran hispanos o latinos de cualquier raza.